# Stephanopis verrucosa
Stephanopis verrucosa es una especie de araña del género Stephanopis, familia Thomisidae.

## Distribución
Se distribuye por Chile.

## Taxonomía
Fue descrita por Nicolet en 1849.
Tratamiento taxonómico
La especie aparece registrada y publicada en Nicolet 1849: 398.